# Fabric (nachtclub)

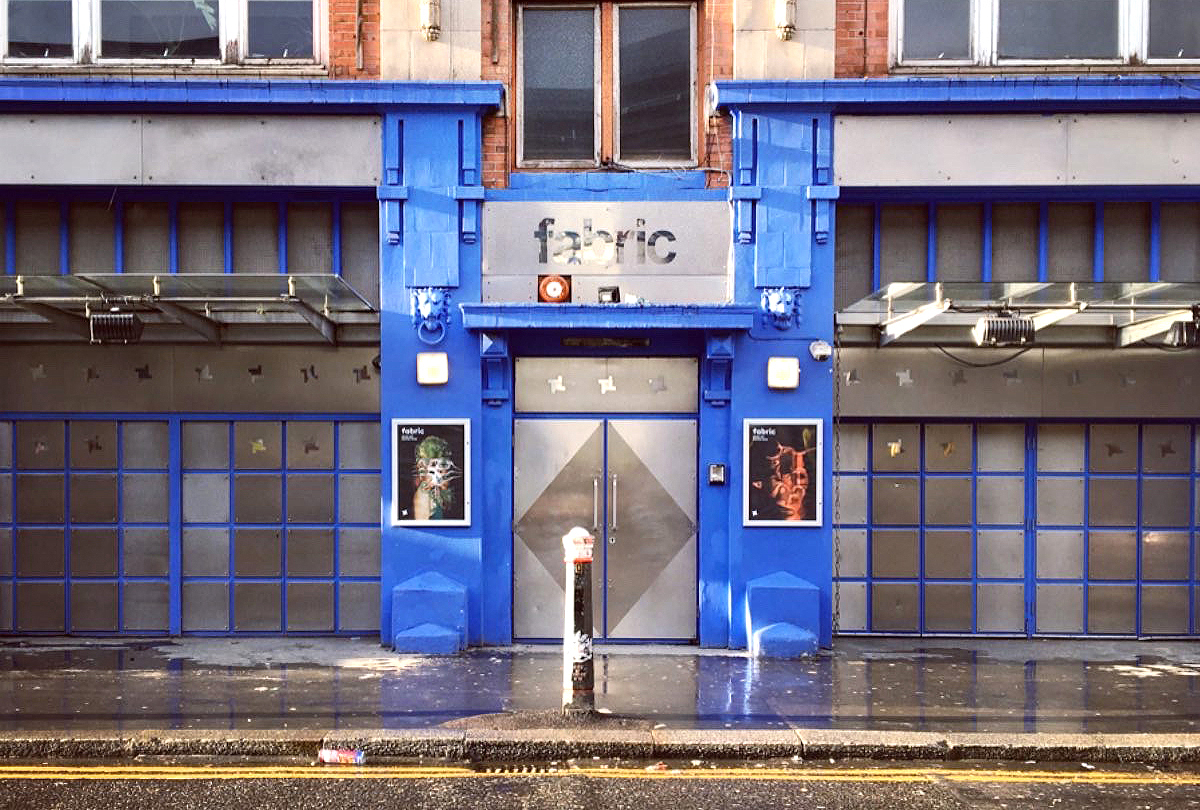
Exterieur (2020)

Fabric is een nachtclub in Londen, Verenigd Koninkrijk. De club werd opgericht in 1999 in Islington. Fabric werd in 2007 en 2008 door DJ Magazine uitgeroepen tot beste club van de wereld, in de drie jaar erna stond het op de tweede plek op die lijst. In de club worden hiphop, breakbeat, dubstep, drum and bass, electro, house en techno gedraaid. In 2001 begon Fabric met de verkoop van door dj's gemixte cd's. Sindsdien werd eenmaal per maand een cd uitgebracht. In 2013 werd het label Houndstooth opgericht.
In september 2016 werd de vergunning van Fabric ingetrokken na twee doden in de club, die in verband werden gebracht met drugsgebruik. Enkele maanden later kreeg de club zijn vergunning terug nadat deze zijn beleid met betrekking tot identificatie, leeftijd en drugsbezit had verscherpt.
Fabric is mede bekend door de cd-series die worden uitgegeven met mixes van dj's. Eens in de paar maanden verschijnt een nieuw deel dat in meerdere landen wordt verkocht. De Fabric-serie richt zich vooral op house, techno en progressive. Fabriclive richt zich meer op dubstep, drum-'n-bass, breakbeat en hiphop. De series lopen tot het 100e deel in 2018. Daarna worden beide series vervangen door de serie Fabric presents.

## Fabric-albums
- fabric 01 - Craig Richards (2001)
- fabric 02 - Terry Francis (2002)
- fabric 03 - Jon Marsh (2002)
- fabric 04 - Tony Humphries (2002)
- fabric 05 - Pure Science (2002)
- fabric 06 - Tyler Stadius (2002)
- fabric 07 - Hipp-E & Halo (2002)
- fabric 08 - Radioactive Man (2003)
- fabric 09 - Slam (2003)
- fabric 10 - Doc Martin (2003)
- fabric 11 - Swayzak (2003)
- fabric 12 - The Amalgamation Of Soundz (2003)
- fabric 13 - Michael Mayer (2003)
- fabric 14 - Stacey Pullen (2004)
- fabric 15 - Craig Richards (2004)
- fabric 16 - Eddie Richards (2004)
- fabric 17 - Akufen (2004)
- fabric 18 - Baby Mammoth, Beige & The Solid Doctor (2004)
- fabric 19 - Andrew Weatherall (2004)
- fabric 20 - John Digweed (2005)
- fabric 21 - DJ Heather (2005)
- fabric 22 - Adam Beyer (2005)
- fabric 23 - Ivan Smagghe (2005)
- fabric 24 - Rob da Bank (2005)
- fabric 25 - Carl Craig (2005)
- fabric 26 - Global Communication (2006)
- fabric 27 - Audion (2006)
- fabric 28 - Wiggle (2006)
- fabric 29 - Tiefschwarz (2006)
- fabric 30 - Rub-N-Tug (2006)
- fabric 31 - Marco Carola (2006)
- fabric 32 - Luke Slater (2007)
- fabric 33 - Ralph Lawson (2007)
- fabric 34 - Ellen Allien (2007)
- fabric 35 - Ewan Pearson (2007)
- fabric 36 - Ricardo Villalobos (2007)
- fabric 37 - Steve Bug (2007)
- fabric 38 - M.A.N.D.Y. (2008)
- fabric 39 - Robert Hood (2008)
- fabric 40 - Mark Farina (2008)
- fabric 41 - Luciano (2008)
- fabric 42 - Âme (2008)
- fabric 43 - Metro Area (2008)
- fabric 44 - John Tejada (2009)
- fabric 45 - Omar-S (2009)
- fabric 46 - Claude Von Stroke (2009)
- fabric 47 - Jay Haze (2009)
- fabric 48 - Radio Slave (2009)
- fabric 49 - Magda (2009)
- fabric 50 - Martyn (2010)
- fabric 51 - DJ T. (2010)
- fabric 52 - Optimo (2010)
- fabric 53 - Surgeon (2010)
- fabric 54 - Damian Lazarus (2010)
- fabric 55 - Shackleton (2010)
- fabric 56 - Derrick Carter (2011)
- fabric 57 - Agoria (2011)
- fabric 58 - Craig Richards presents The Nothing Special (2011)
- fabric 59 - Jamie Jones (2011)
- fabric 60 - Dave Clarke (2011)
- fabric 61 - Visionquest (2011)
- fabric 62 - DJ Sneak (2012)
- fabric 63 - Levon Vincent (2012)
- fabric 64 - Guy Gerber (2012)
- fabric 65 - Matthias Tanzmann (2012)
- fabric 66 - Ben Klock (2012)
- fabric 67 - Zip (2012)
- fabric 68 - Petre Inspirescu (2013)
- fabric 69 - Sandwell District (2013)
- fabric 70 - Apollonia (2013)
- fabric 71 - Cassy (2013)
- fabric 72 - Rhadoo (2013)
- fabric 73 - Ben Sims (2013)
- fabric 74 - Move D. (2014)
- fabric 75 - Maya Jane Coles (2014)
- fabric 76 - Deetron (2014)
- fabric 77 - Marcel Dettmann (2014)
- fabric 78 - Raresh (2014)
- fabric 79 - Prosumer (2014)
- fabric 80 - Joseph Capriati (2015)
- fabric 81 - Matt Tolfrey (2015)
- fabric 82 - Art Department (2015)
- fabric 83 - Joris Voorn (2015)
- fabric 84 - Mathew Jonson (2015)
- fabric 85 - Baby Ford (2015)
- fabric 86 - Eats Everything (2016)
- fabric 87 - Alan Fitzpatrick (2016)
- fabric 88 - Ryan Elliott (2016)
- fabric 89 - Gerd Janson (2016)
- fabric 90 - Scuba (2016)
- fabric 91 - Nina Kraviz (2016)
- fabric 92 - Call Super (2017)
- fabric 93 - Soul Clap (2017)
- fabric 94 - Steffi (2017)
- fabric 95 - Roman Flügel (2017)
- fabric 96 - DVS1 (2017)
- fabric 97 - Tale of Us (2018)
- fabric 98 - Maceo Plex (2018)
- fabric 99 - Sasha (2018)
- fabric 100 -Craig Richards, Terry Francis, & Keith Reilly (2018)

## Fabriclive
- FabricLive.01 - James Lavelle (2001)
- FabricLive.02 - Ali B (2002)
- FabricLive.03 - DJ Hype (2002)
- FabricLive.04 - Deadly Avenger (2002)
- FabricLive.05 - Howie B (2002)
- FabricLive.06 - Grooverider (2002)
- FabricLive.07 - John Peel (2002)
- FabricLive.08 - Plump DJs (2003)
- FabricLive.09 - Jacques Lu Cont (2003)
- FabricLive.10 - Fabio (2003)
- FabricLive.11 - Bent (2003)
- FabricLive.12 - Bugz in the Attic (2003)
- FabricLive.13 - J Majik (2003)
- FabricLive.14 - DJ Spinbad (2004)
- FabricLive.15 - Nitin Sawhney (2004)
- FabricLive.16 - Adam Freeland (2004)
- FabricLive.17 - Aim (2004)
- FabricLive.18 - Andy C & DJ Hype (2004)
- FabricLive.19 - The Freestylers (2004)
- FabricLive.20 - Joe Ransom (2005)
- FabricLive.21 - Meat Katie (2005)
- FabricLive.22 - Scratch Perverts (2005)
- FabricLive.23 - Death in Vegas (2005)
- FabricLive.24 - Diplo (2005)
- FabricLive.25 - High Contrast (2005)
- FabricLive.26 - The Herbaliser (2006)
- FabricLive.27 - DJ Format (2006)
- FabricLive.28 - Evil Nine (2006)
- FabricLive.29 - Cut Copy (2006)
- FabricLive.30 - Stanton Warriors (2006)
- FabricLive.31 - The Glimmers (2006)
- FabricLive.32 - Tayo (2007)
- FabricLive.33 - Spank Rock (2007)
- FabricLive.34 - Krafty Kuts (2007)
- FabricLive.35 - Marcus Intalex (2007)
- FabricLive.36 - James Murphy & Pat Mahoney (2007)
- FabricLive.37 - Caspa & Rusko (2007)
- FabricLive.38 - DJ Craze (2008)
- FabricLive.39 - DJ Yoda (2008)
- FabricLive.40 - Noisia (2008)
- FabricLive.41 - Simian Mobile Disco (2008)
- FabricLive.42 - Freq Nasty (2008)
- FabricLive.43 - Switch & Sinden (2008)
- FabricLive.44 - Commix (2009)
- FabricLive.45 - A-Trak (2009)
- FabricLive.46 - LTJ Bukem (2009)
- FabricLive.47 - Toddla T (2009)
- FabricLive.48 - Filthy Dukes (2009)
- FabricLive.49 - Buraka Som Sistema (2009)
- FabricLive.50 - dBridge & Instra:mental Present Autonomic (2010)
- FabricLive.51 - The Duke Dumont (2010)
- FabricLive.52 - Zero T (2010)
- FabricLive.53 - Drop the Lime (2010)
- FabricLive.54 - David Rodigan (2010)
- FabricLive.55 - DJ Marky (2011)
- FabricLive.56 - Pearson Sound / Ramadanman (2011)
- FabricLive.57 - Jackmaster (2011)
- FabricLive.58 - Goldie (2011)
- FabricLive.59 - Four Tet (2011)
- FabricLive.60 - Brodinski (2011)
- FabricLive.61 - Pinch (2012)
- FabricLive.62 - Kasra (2012)
- FabricLive.63 - Digital Soundboy Soundsystem (2012)
- FabricLive.64 - Oneman (2012)
- FabricLive.65 - DJ Hazard (2012)
- FabricLive.66 - Daniel Avery (2012)
- FabricLive.67 - Ben UFO (2013)
- FabricLive.68 - Calibre (2013)
- FabricLive.69 - Fake Blood (2013)
- FabricLive.70 - Friction(2013)
- FabricLive.71 - DJ EZ (2013)
- FabricLive.72 - Boys Noize (2013)
- FabricLive.73 - Pangaea (2014)
- FabricLive.74 - Jack Beats (2014)
- FabricLive.75 - Elijah & Skilliam (2014)
- FabricLive.76 - Calyx & TeeBee (2014)
- FabricLive.77 - Erol Alkan (2014)
- FabricLive.78 - Illum Sphere (2014)
- FabricLive.79 - Jimmy Edgar (2015)
- FabricLive.80 - Mumdance (2015)
- FabricLive.81 - Monki (2015)
- FabricLive.82 - Ed Rush & Optical (2015)
- FabricLive.83 - Logan Sama (2015)
- FabricLive.84 - Dub Phizix (2015)
- FabricLive.85 - Jesse Rose (2016)
- FabricLive.86 - My Nu Leng (2016)
- FabricLive.87 - Groove Armada (2016)
- FabricLive.88 - Flava D (2016)
- FabricLive.89 - Hannah Wants (2016)
- FabricLive.90 - Kahn & Neek (2016)
- FabricLive.91 - Paul Woolford (2017)
- FabricLive.92 - Preditah (2017)
- FabricLive.93 - Daphni (aka Caribou) (2017)
- FabricLive.94 - Midland (2017)
- FabricLive.95 - Mefjus (2017)
- FabricLive.96 - Skream (2018)
- FabricLive.97 - Holy Goof (2018)
- FabricLive.98 - Dimension (2018)
- FabricLive.99 - DJ Q (2018)
- FabricLive.100 - Kode9 & Burial (2018)

## Fabric presents
- fabric presents: Bonobo (2019)
- fabric presents: Kölsch (2019)
- fabric presents: The Martinez Brothers (2019)
- fabric presents: Amelie Lens (2019)
- fabric presents: Maribou State (2020)
- fabric presents: Confidence Man (2024)